# Блиновка (Челябинская область)
Блиновка  — упразднённый посёлок на территории современного Саткинского района Челябинской области России. Вошёл в черту рабочего посёлка Межевой. 

## География
Расположен на западе области, на левобережье реки Ай, в верхнем течении реки Каменки (приток Ая).

## Топоним
Название получила по соседнему Блинову (Каменскому) логу, где содержали покосные угодья новопристанинские жители Блиновы.

## История
Основана в 1952 году по месту разработок бокситов. 

## Транспорт
Через Блиновку проходит автодорога. Остановка общественного транспорта «Блиновка».